# Xenoglaux loweryi
Xenoglaux loweryi é uma espécie de ave estrigiforme pertencente à família Strigidae.